# Liste der Einträge im National Register of Historic Places im Morrison County

Lage des Morrison County in Minnesota

Die Liste der Einträge im National Register of Historic Places im Morrison County in Minnesota führt alle Bauwerke und historischen Stätten im Morrison County auf, die in das National Register of Historic Places aufgenommen wurden.

## Legende
| NRHP | Historic Place             |
| HD   | Historic District          |
| NHL  | National Historic Landmark |

## Aktuelle Einträge
| [ 2 ] | Name                                                                | Bild                                                                | Eintragsdatum        | Lage | Ort                      | Beschreibung |
| ----- | ------------------------------------------------------------------- | ------------------------------------------------------------------- | -------------------- | --- | ------------------------ | --- |
| 1     | Ayer Mission Site                                                   |                                                                     | 1973 ID-Nr. 73000984 | Adresse nicht veröffentlicht | Little Falls             | Stelle eines 1849 errichteten Farmhauses und einer Missionsschule                                                                                   |
| 2     | Belle Prairie Village Site                                          |                                                                     | 1973 ID-Nr. 73000985 | Adresse nicht veröffentlicht | Little Falls             | Stelle eines präkolumbischen Dorfes am Ufer des Mississippi                                                                                         |
| 3     | Burton-Rosenmeier House                                             | Burton-Rosenmeier House                                             | 1986 ID-Nr. 86000328 | 606 1st Street, Southeast 45° 58′ 15,1″ N, 94° 21′ 52,5″ W                                                                       | Little Falls             | Im Jahr 1900 errichtetes Wohnhaus |
| 4     | Church of Our Savior-Episcopal                                      | Church of Our Savior-Episcopal                                      | 1980 ID-Nr. 80002090 | 113 4th Street, Northeast 45° 58′ 36,1″ N, 94° 21′ 28,8″ W                                                                       | Little Falls             | 1903 im Tudor Revival genannten Baustil errichtete Kirche                                                                                           |
| 5     | Crow Wing State Park                                                | Crow Wing State Park                                                | 1970 ID-Nr. 70000288 | Abseits der MN 371 46° 16′ 39″ N, 94° 20′ 40″ W                                                                                  | südwestlich von Brainerd | Kreuzung alter Handelsstraßen aus präkolumbischer Zeit bis in das 19. Jahrhundert, als die heutige Geisterstadt Crow Wing bestand                   |
| 6     | Fort Duquesne (21-MO-20)                                            | Fort Duquesne (21-MO-20)                                            | 1984 ID-Nr. 84000452 | Adresse nicht veröffentlicht | Little Falls             | Stelle, an der der französische Entdecker Joseph Marin de la Malgue 1752 überwinterte                                                               |
| 7     | Fort Ripley                                                         | Fort Ripley                                                         | 1971 ID-Nr. 71000439 | Adresse nicht veröffentlicht | Little Falls             | Stelle, an der sich ein 1849 errichteter Militärposten befand                                                                                       |
| 8     | Charles A. Lindbergh House and Park                                 | Charles A. Lindbergh House and Park                                 | 1970 ID-Nr. 89001655 | 1620 Lindbergh Drive, South 45° 57′ 29″ N, 94° 23′ 16,3″ W                                                                       | Little Falls             | 1907 errichtetes Wohnhaus mit Park des Kongressabgeordneten Charles August Lindbergh und dessen Sohns, dem Flugpionier Charles Lindbergh            |
| 9     | Charles A. Lindbergh State Park WPA/Rustic Style Historic Resources | Charles A. Lindbergh State Park WPA/Rustic Style Historic Resources | 1989 ID-Nr. 89001655 | Abseits des County Highway 52 45° 57′ 27,4″ N, 94° 23′ 25,5″ W                                                                   | südlich von Little Falls | Sechs Parkeinrichtungen, die in den 1930er Jahren von der Works Progress Administration errichtet wurden                                            |
| 10    | Little Falls Carnegie Library                                       | Little Falls Carnegie Library                                       | 1980 ID-Nr. 80002091 | 108 3rd Street, Northeast 45° 58′ 36,2″ N, 94° 21′ 31,5″ W                                                                       | Little Falls             | 1905 im American Craftsman-Stil errichtete Carnegie-Bibliothek                                                                                      |
| 11    | Little Falls Commercial Historic District                           | Little Falls Commercial Historic District                           | 1994 ID-Nr. 94000740 | Abgegrenzt durch 1st Street, Southeast zwischen 1st Avenue, Southeast und 1st Avenue, Northwest 45° 58′ 35,3″ N, 94° 21′ 45,3″ W | Little Falls             | Ensemble von zwischen 1887 und 1936 aus Backsteinen errichteten Geschäftshäusern                                                                    |
| 12    | Morrison County Courthouse                                          | Morrison County Courthouse                                          | 1978 ID-Nr. 78001552 | 107 2nd Street, Southeast 45° 58′ 32,1″ N, 94° 21′ 37,5″ W                                                                       | Little Falls             | 1891 im Richardsonian Romanesque genannten Baustil errichtetes Justiz- und Verwaltungsgebäude                                                       |
| 13    | Northern Pacific Railway Depot                                      | Northern Pacific Railway Depot                                      | 1985 ID-Nr. 85001987 | 200 1st Street, Northwest 45° 58′ 41,5″ N, 94° 22′ 11,4″ W                                                                       | Little Falls             | Im Jahr 1900 im Shingle style genannten Baustil errichtetes Bahnhofsgebäude                                                                         |
| 14    | Our Lady of the Angels Academy                                      | Our Lady of the Angels Academy                                      | 2005 ID-Nr. 05001474 | 18801 Riverwood Drive 46° 2′ 4,8″ N, 94° 20′ 17,6″ W                                                                             | Little Falls             | |
| 15    | Pelkey Lake Site                                                    |                                                                     | 1973 ID-Nr. 73000986 | Adresse nicht veröffentlicht | Little Falls             | Zwischen 5000 v. Chr. und 1700 n. Chr. errichtete Begräbnisstätten                                                                                  |
| 16    | Zebulon Pike's 1805-1806 Wintering Quarters                         |                                                                     | 1988 ID-Nr. 88000538 | Adresse nicht veröffentlicht | Little Falls             | Stelle des befestigten Wintercamps von Zebulon Pikes erster Expedition                                                                              |
| 17    | Pine Tree Lumber Company Office Building                            | Pine Tree Lumber Company Office Building                            | 1985 ID-Nr. 85001991 | 735 1st Street, Northeast 45° 59′ 4″ N, 94° 21′ 38,6″ W                                                                          | Little Falls             | 1891 aus Backsteinen errichtetes lokales Hauptquartier der Holzfirma Weyerhaeuser                                                                   |
| 18    | Rice Lake Prehistoric District                                      |                                                                     | 1973 ID-Nr. 73000987 | Adresse nicht veröffentlicht | Little Falls             | Dorfstelle und Begräbnisstätten aus der Zeit zwischen 1000 v. Chr. und 1700 n. Chr.                                                                 |
| 19    | St. Joseph's Catholic Church                                        | St. Joseph's Catholic Church                                        | 1985 ID-Nr. 85001998 | Main Street 45° 58′ 48″ N, 94° 6′ 12″ W                                                                                          | Pierz                    | 1888 im neugotischen Stil errichtete katholische Kirche deutscher Einwanderer                                                                       |
| 20    | Stanchfield Logging Camp                                            |                                                                     | 1999 ID-Nr. 99000190 | Adresse nicht veröffentlicht | Little Falls             | Stelle eines in der Mitte des 19. Jahrhunderts bestehenden Holzfällercamps                                                                          |
| 21    | Swan River Village Site                                             |                                                                     | 1973 ID-Nr. 73000988 | Adresse nicht veröffentlicht | Little Falls             | Stelle eines Anishinabe-Dorfes, das 1836 von dem französischen Entdecker Joseph Nicolas Nicollet dokumentiert wurde                                 |
| 22    | William Warren Two Rivers House Site and Peter McDougall Farmstead  | William Warren Two Rivers House Site and Peter McDougall Farmstead  | 1974 ID-Nr. 74001031 | County Road 231 45° 50′ 36″ N, 94° 20′ 49″ W                                                                                     | Royalton                 | 1874 errichtetes Farmhaus an der Stelle des 1847 von dem Dolmetscher, Historiker und Abgeordneten William Whipple Warren errichteten Handelspostens |
| 23    | Charles A. Weyerhaeuser and Musser Houses                           | Charles A. Weyerhaeuser and Musser Houses                           | 1985 ID-Nr. 85001990 | Highland Avenue 45° 58′ 14,6″ N, 94° 21′ 58,9″ W                                                                                 | Little Falls             | Zwei 1898 im Shingle style genannten Baustil errichtete angrenzende Wohnhäuser                                                                      |
| 24    | Almond A. White House                                               | Almond A. White House                                               | 1986 ID-Nr. 86000330 | Cleveland Street Ecke Beaulieu Street 46° 20′ 10,4″ N, 94° 38′ 28″ W                                                             | Motley                   | 1902 im Queen Anne-Stil errichtetes Wohnhaus |

## Frühere Einträge
| [ 2 ] | Name                  | Bild | Eintragsdatum        | Lage                                           | Ort          | Beschreibung |
| ----- | --------------------- | ---- | -------------------- | ---------------------------------------------- | ------------ | --- |
| 1     | O. A. Churchill Store |      | 1985 ID-Nr. 85001988 | 55 Bay Street 46° 16′ 17,4″ N, 94° 34′ 37,8″ W | Little Falls | 1855 im Greek Revival-Stil errichtetes Kaufhaus; 1988 abgerissen und zwei Jahre später aus dem Register gestrichen |
| 2     | Clough Township Hall  |      | 1985 ID-Nr. 85001985 | County Road 206                                | Randall      | 1922 errichtetes Versammlungshaus, im Jahr 2004 aus dem Register gestrichen                                        |